# La Mousson
Pour les articles homonymes, voir La Mousson (homonymie).
La Mousson (The Rains Came) est un roman de Louis Bromfield, publié pour la première fois en 1937.

## Historique
Le roman est « commencé à Cooch Behar, janvier 1933, terminé à New York, juillet 1937. »
L'ouvrage paraît chez Harper Brothers, New York, novembre 1937.

## Dédicace
Le livre porte en exergue : « À tous mes amis hindous, princes, professeurs, politiciens, chasseurs, bateliers, balayeurs, et à G.H. sans qui je n'aurais jamais connu les merveilles et la beauté des Indes, ni compris le rêve hindou. »

## Résumé
L'action se situe dans la principauté de Ranchipur, gouverné par son maharajah et la maharani, au temps où l'Empire britannique s'étendait sur cette partie du monde. Il met en scène différents personnages dont les points de vue se succèdent. Le protagoniste, et principal observateur du roman, Thomas Ransome est le fils d'un comte britannique et d'une héritière américaine qui noie ses souvenirs dans l'alcool. À Ranchipur existe aussi une communauté de missionnaires chrétiens protestants menés par Mr et Mrs Simon ainsi que leurs deux filles Hazel et Fern. Deux jeunes filles au caractères diamétralement opposés puisque l'une, totalement effacée, se contente de suivre aveuglément les ordres de sa tyrannique mère tandis que l'autre ne rêve que de quitter l'Inde et de devenir actrice. Cette famille est construite en opposition à Mr et Mrs Smiley, leurs voisins et l'incarnation même de la bonté. À ceux-ci s'ajoutent lord et lady Esketh, cette dernière se révélant être une ancienne connaissance de Mr Ransome. Ainsi, tout ce beau monde rentre en collision au beau milieu du paysage paradisiaque de Ranchipur alors que tout est sur le point de tourner au cauchemar alors que la mousson arrive.

## Adaptations cinématographiques
- 1939 : La Mousson (The Rains Came), film américain de Clarence Brown, avec Myrna Loy et Tyrone Power
- 1955 : La Mousson (The Rains of Ranchipur), film américain de Jean Negulesco, avec Lana Turner et Richard Burton

## Citations
- Du livre :
- « Elle n'était pas jolie, mais son visage agréable avait ce rayonnement que l'on trouve chez les gens bons et simples....C'était autre chose que vous trouviez en elle, quelque chose situé au-delà de la beauté, que vous ne pouviez définir mais qui vous forçait à la remarquer et à vous dire »
- « Ce qui vous frappait en elle, c'était son air d'ennui, une sorte d'insensibilité à tout et à tous, comme si elle en avait trop vu et que rien, excepté peut être les bijoux et les vêtements, ne pouvait plus la captiver. Lorsqu'elle sourit, ce fut un sourire las, plein de tristesse, mais sans apitoiement. C'était un sourire aussi vieux que le temps. »

- À propos du livre :

« Qu’est-ce que tu lis ?

LE GRAND : La Mousson.

LE PETIT : C’est bien ?

LE GRAND : Vachement !

LE PETIT : Qu’est-ce que ça raconte ?

LE GRAND : C’est l’histoire d’un mec : au début, il boit beaucoup de whisky, à la fin il boit beaucoup d’eau !

Il ne m’en a pas fallu davantage pour passer la fin de cet été-là trempé jusqu’aux os par La Mousson de Monsieur Louis Bromfield, piqué à mon frangin qui ne l’a jamais fini. » (Comme un roman, Daniel Pennac)

## Traductions françaises
- The Rains Came, 1937 La Mousson, traduit par Berthe Vulliemin, Paris, Stock, 1939 ; réédition, Paris, Stock, coll. « Le Livre de poche » no 540-542, 1960 ; réédition en 2 vol., Lausanne/Paris, Éditions Rencontre, 1969 ; réédition, Paris, LGF, coll. « Le Livre de poche » no 540, 1989 ; réédition, Paris, Stock, coll. « La cosmopolite », 2004  (ISBN 2-234-05667-5) ; rééd., Paris, Les Belles Lettres, coll. « Domaine étranger », 664 p., 2021  (ISBN 978-2251452081)